# 乌海市第四中学
39°39′30.70″N 106°49′18.67″E / 39.6585278°N 106.8218528°E
乌海市第四中学，是内蒙古自治区乌海市的一所初级中学，位于乌海市海勃湾区，学校建立于1986年。有28个班级，125名教职工，在校学生1300多人。